# Mathias Kreber
Mathias Josef Peter Kreber (ur. 1897, zm. ?) – zbrodniarz nazistowski, członek załogi niemieckiego obozu koncentracyjnego Dachau i SS-Unterscharführer.
Z zawodu cieśla. Członek NSDAP, SA i Waffen-SS. 12 lutego 1943 rozpoczął służbę w kompleksie obozowym Dachau. Pełnił funkcję Blockführera w podobozach Haunstetten (do lipca 1944) i Pfersee (od lipca do listopada 1944). Następnie Kreber pełnił służbę wartowniczą w zlokalizowanej przy obozie Dachau fabryce Messerschmitta.
W procesie członków załogi Dachau (US vs. Mathias Kreber i inni), który miał miejsce w dniach 26 lutego – 3 marca 1947 przed amerykańskim Trybunałem Wojskowym w Dachau skazany został na 11 lat pozbawienia wolności. Kreberowi udowodniono, iż trzykrotnie uczestniczył w podobozie Haunstetten w rozstrzeliwaniach więźniów oraz jeńców radzieckich i polskich. W Pfersee z kolei brał udział w egzekucjach przez powieszenie, gdzie zdarzyło mu się znęcać nad skazanymi na śmierć więźniami. Oprócz tego oskarżony wielokrotnie uczestniczył w wymierzaniu więźniom okrutnych kar oraz katował ich różnymi narzędziami.